# Tratado de Aigun
El Tratado de Aigún fue un acuerdo suscrito en 1858 entre los representantes del Imperio ruso y la dinastía Qing de China en la localidad manchú de Aigun. Se trata de uno de tantos "Tratados Desiguales" que China se vio obligada a firmar con las potencias extranjeras durante el siglo XIX.
El tratado era en realidad una revisión de otro anterior, el Tratado de Nérchinsk de 1689, en el cual se acordaron por primera vez las fronteras entre China y Rusia. Tras el nuevo acuerdo de Aigún, China cedió a Rusia sus territorios situados a la izquierda del río Amur y en los montes Sijoté-Alín. Aunque no se mencionaba en el tratado, China también renunció a partir de entonces a sus reclamaciones sobre la isla de Sajalín (llamada Tarrakái  por los chinos), dejando vía libre a la colonización de la misma por parte de rusos y japoneses, quienes ya se habían delimitado sus zonas de influencia en la isla en 1855.
Se acordó también que los ríos Amur, Sungari y Ussuri serían abiertos exclusivamente al tráfico de buques chinos y rusos, y que no existirían restricciones al comercio entre ambas potencias en el área. Los residentes manchúes que quedaron en la zona rusa fueron autorizados a permanecer en sus hogares y comerciar libremente con los establecidos al otro lado de la frontera. Por último, se acordó que las islas situadas en los ríos Amur y Ussuri serían gobernadas de forma conjunta por ambos países.
Con el fin de no dar lugar a equívocos, ambas partes conservaron copias del tratado en lengua manchú. Rusia también conservó otra en ruso y China otra en mongol.